# Dystrykt Kweta
Dystrykt Kweta (paszto: کوټه, urdu: کوئٹہ) – dystrykt w południowo-zachodnim Pakistanie w prowincji Beludżystan. W 1998 roku liczył 759 941 mieszkańców (z czego 54,22% stanowili mężczyźni) i obejmował 87 091 gospodarstw domowych. Siedzibą administracyjną dystryktu jest Kweta.